# Трубадур (опера)
Трубадур (итал. Il trovatore), опера, dramma у четири дела Ђузепеа Вердија

## Либрето
Салваторе Камарано (Salvatrore Cammarano) према драми „Трубадур” (El trovador) Антонија Гарсије Гутијереза (Antonio García Gutiérrez).

## Праизведба
19. јануар 1853, Рим у Teatro Apollo.

## Ликови и улоге
Гроф од Луне (Conte di Luna), млади Арагонски племић - баритон

Леонора (Leonora), дворска дама краљице Арагоније - сопран

Ацучена (Azucena), Циганка - мецосопран

Манрико (Manrico), официр у војсци војводе Ургела, мисли се да је Ацученин син - тенор

Ферандо (Ferrando), капетан грофове војске - бас

Инес (Ines), Леонорина пратиља - сопран

Руиз (Ruiz), војник у Манриковој служби - тенор

Стари Циганин (Vechhio Zingaro) - бас

Гласник (Un Messo) - тенор
часне сестре, слуге и војници грофа, Цигани (хор)

## Место и време
Бискаја и Арагонија у раном XV веку

### I део – „Дуел”
- Сцена I

Предворје дворца Алаферија. На стражи током ноћи, Ферандо прича догађај из породичне историје: стара Циганка је ухваћена како чара око млађег сина старог грофа и осуђена је на ломачу. Њена ћерка је украла дете и бацила га у пламен мајчине ломаче. Гроф се надао да му није син страдао и заклео је свог старијег сина да га нађе. Тај старији син је садашњи гроф од Луне. Војници су застрашени причом како дух старе Циганке и даље лута око замка у глуво доба ноћи.
- Сцена II

Башта палате ноћу. Леонора се заљубила у непознатог младића на турниру. Касније га је препознала по гласу: то је млади трубадур којег повремено чује у врту. Она га чека. Појављује се и гроф од Луне који је заљубљен у Леонору. Он чује трубадурову песму и љубомора га изједа. Леонора грешком говори нежне речи Луни и Манрико је оптужи да га вара. Она га моли да јој опрости јер ју је ноћна тама преварила. Луна у трубадуру препознаје Манрика, војсковођу свог најљућег непријатеља, принца Ургела и изазива га на двобој, упркос Леонориним преклињањима.

### II део – „Циганка”
- Сцена I

Цигански логор у планинама Бискаје. Манрико је савладао Луну у двобоју, али га је неки унутрашњи глас зауставио да га убије. Међутим, Луна га је пратио и сустигао и Манрико је савладан. Ацучена га је нашла и извидала му ране. Она седи крај ватре, која је стално подсећа на мајчину ломачу и на последњи мајчин крик: „Освети ме!”. Она Манрику прича како је пре петнаест година њена мајка лажно оптужена и осуђена за напад на грофовог млађег сина. Она је мајку пратила ка њеној ломачи и, желећи да се освети грофу, украла дете и бацила га у ватру. Али, када је дошла себи, схватила је да није грофов син страдао, већ да је сопствено дете бацила у ватру. Тада га је она узела и одгајила као свог сина. Манрико је збуњен: зар он није њен син? Она га журно уверава да јесте и да не слуша брбљања старе жене., већ да мора осветити смрт њене мајке. На то долази гласник са вешћу да је Леонора, мислећи да је Манрико мртав, одлучила да се повуче у самостан. Манрико, упркос мајчиним молбама, одлази да је заустави.
- Сцена II

Црква самостана ван Кастелора. Луна је такође чуо за Леонорину намеру и долази да је отме. На време упада Манрико, Леонора не верује да је њен вољени жив и они уз помоћ Манрикових војника успевају да побегну у сигурну тврђаву Кастелор.

### III део – „Циганкин син”
- Сцена I

Лунин војни камп изван зидина Кастелора. Луна опседа последње упориште принца Ургела, којим командује Манрико. Недалеко од кампа је ухваћена Циганка за коју су војници сматрали да је шпијун. Феранду она делује познато. Када она у очају позове Манрика у помоћ, сви схватају ко је она: Циганка која је Луниног брата убила. Ацучену бацају у тамницу.
- Сцена II

У тврђави Кастелор. Леонора и Манрико се припремају за венчање, али их Руиз прекида вешћу да је Ацучена ухапшена и Манрико, са својим војницима, креће да ослободи мајку.

### IV део – „Погубљење”
- Сцена I

Крило палате Алаферија. Луна је победио у бици и заузео трвђаву Кастелор, али Леонору нису нашли. Манрико је ухваћен и бачен са мајком у тамницу. Леонора је сазнала да ће они бити у зору погубљени и дошла је код Луне да га моли за милост. Када у замену понуди себе, Луна је пресрећан и обећава да ће пустити Манрика и Ацучену. Он не зна да је Леонора попила отров.
- Сцена II

Тамница. Манрико и Ацучена су у ланцима. Леонора долази и убеђује Манрика да бежи, али он то не жели, јер верује да га је она преварила. Неочекивано, отров почиње прерано да делује. Манрико схвата шта је Леонора урадила, али већ је касно. Она умире на његовим рукама. Луна је бесан и шаље Манрика на губилиште. Он тера Ацучену да то гледа, а она, када је Манрику одрубљена глава, Луни открије да је Манрико у ствари његов брат. Луна је очајан, а Ацучена узвикује: „Сад си освећена, мајко!”.

## Познате музичке нумере
- Di due figli vivea padre beato (Два је сина гроф имао) – Ферандова прича (I део)
- Tacea la notte placida (Мирна је ноћ била) – Леонорина арија (I део)
- Deserto sulla terra... Non m’inganno, ella scende! (Пуста је земља... Нисам се преварио, ево је!) – Манрикова серенада и терцет Леоноре, Манрика и Луне (I део)
- Vedi! Le fosche notturne (Гледај! Већ небо одбацује тамне велове) – Хор Цигана (II део)
- Stride la vampa (Горела је ватра) – Ацученина канцона (II део)
- Condotta ell’era in ceppi (У ланцима су је водили) – Ацученина прича (II део)
- Il balen del suo sorriso (Светлост њеног осмеха) – Лунина арија (II део)
- Or co’dadi, ma fra poco (Сад се веселимо, али ускоро) – хор војника (III део)
- Ah sì, ben mio, coll’essere (Ах да, сада када сам твој) – Манрикова арија (III део)
- Di quella pira l’orrendo foco (Ужасни пламенови ове ломаче) – Манрикова кабалета (III део)
- D’amor sull’ali rosée... Miserere (На ружичастим крилима љубави... Господе, смилуј се) – Леонорина арија и Miserere (IV део)
- Ah! dove sei, crudele?... A te davante! (Ах! Где си, окрутнице?... Ту, пред тобом!) – Дует Луне и Леоноре (IV део)
- Son io, Manrico! Mio Manrico! (То сам ја, Манрико! Мој Манрико!) – Финале опере  - "Трубадур", опера из четири чина Ђ. Вердија у режији Воје Солдатовића; Опера СНП-а, Нови Сад, 2008/09; Фотографије су део фото збирке Српског народног позоришта.
  - "Трубадур", Опера СНП-а, Нови Сад, 2008/09, Игор Ксионжик
  - "Трубадур", Опера СНП-а, Нови Сад, 2008/09; Виолета Срећковић, Бранислав Јатић, мушки Хор СНП-а
  - "Трубадур", Опера СНП-а, Нови Сад, 2008/09; Бранислав Јатић, Емил Матеи
  - "Трубадур", Опера СНП-а, Нови Сад, 2008/09; Виолета Срећковић, Миљенко Ђуран
  - "Трубадур", Опера СНП-а, Нови Сад, 2008/09; Бранислав Вукасовић, Санела Митровић
  - "Трубадур", Опера СНП-а, Нови Сад, 2008/09; Марина Павловић Бараћ, Саша Петровић
  - "Трубадур", Опера СНП-а, Нови Сад, 2008/09; Свитлана Декар, Лаура Павловић, женски Хор опере СНП-а